# Bisbat d'Altamura-Gravina-Acquaviva delle Fonti

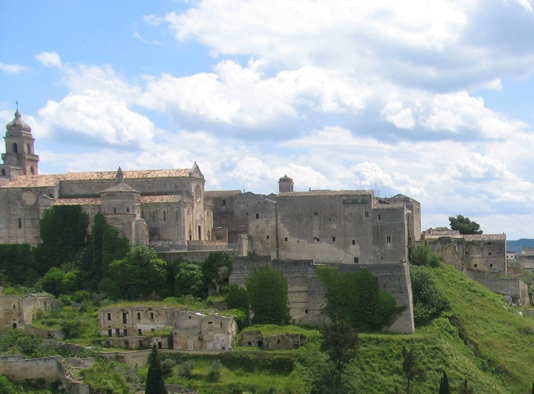
La catedral de Santa Maria Assunta a Gravina in Puglia

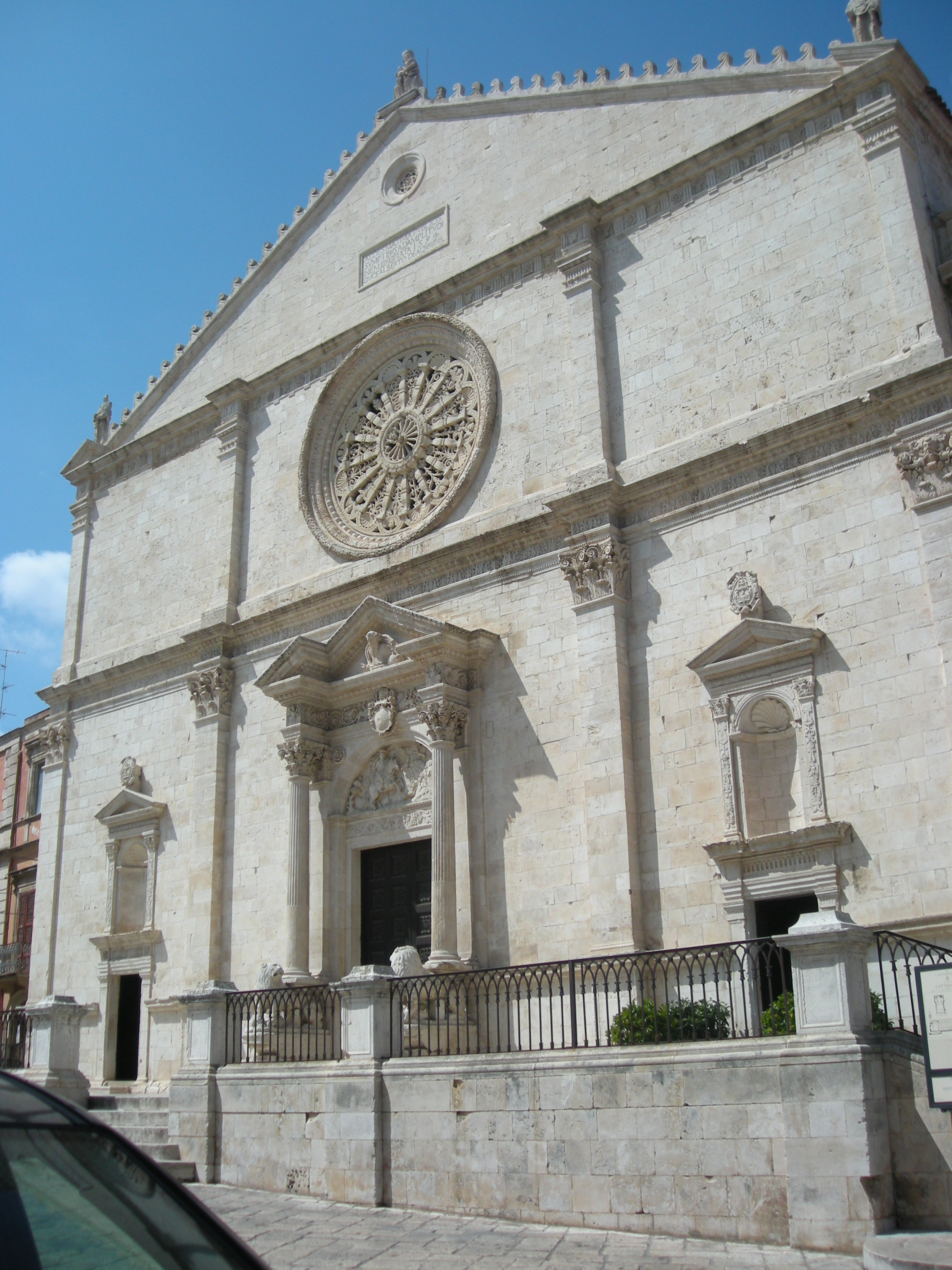
La catedral de Sant'Eustachio a Acquaviva delle Fonti

El bisbat d'Ales-Terralba (italià: Diocesi di Ales-Terralba; llatí: Dioecesis Uxellensis-Terralbensis) és una seu de l'Església catòlica, sufragània de l'arquebisbat d'Oristany, que pertany a la regió eclesiàstica Sardenya. El 2012 tenia 99.336 batejats d'un total de 99.598 habitants. Actualment està regida pel bisbe Giovanni Dettori.

## Territori
La diòcesi comprèn les ciutats d'Altamura, Gravina in Puglia, Acquaviva delle Fonti, Santeramo in Colle, Spinazzola i Poggiorsini.
La seu episcopal és la ciutat d'Altamura, on es troba la catedral de Santa Maria Assunta. A Gravina in Puglia i a Acquaviva delle Fonti hi ha les cocatedrals de la diòcesi, dedicades respectivament a Santa Maria Assunta i a Sant'Eustachio.
El territori està dividit en 40 parròquies.

## Història

### Gravina
La Diòcesi de Gravina va ser erigida al segle ix. La primera informació històrica d'un bisbe de Gravina, tot i que anònim, data del 817. Els antics bisbes de Gravina se sap que va gaudir el títol de "Episcopus Sancti Michaelis et Abbas Sancti Donati", que es refereix a la catedral-gruta de Sant Miquel i de l'abadia de Sant Donat, avui Belmonte.
En 969, en l'època romana d'Orient, en paral·lel a la institució del tema de Lucània, el patriarca de Constantinoble Polieucte, concedí a l'arquebisbe d'Otranto permís per consagrar el bisbes d'Acerenza, de Gravina, de Matera, de Tricarico i de Tursi, constituint una nova província eclesiàstica de ritu bizantí a cavall dels temes de Lucània i Langobàrdia.
Al voltant de l'any 1000 la seu de Gravina va ser suprimida, coincidint amb un període de crisi a la ciutat. La seu episcopal va ser restaurada a partir del segle xi després de la regió va ser conquistada pels normands. Gravina apareix entre les seus sufragànies d'Acerenza en una butlla d'Alexandre II de 1068. És clar que el pas de la diòcesi del ritu bizantí al ritu llatí entre els segles x i xi. Des del 1200 Gravina era sufragània de l'arxidiòcesi unida d'Acerenza i Matera.
La catedral de Gravina va ser construïda al segle xi, després d'un cataclisme es va ensorrar parcialment i més tard va ser reconstruïda al segle xv; custodia en un reliquiari un 1 braç de sant Thomas Becket, obtingut pel bisbe Robert en 1179.
Entre els bisbes destacables trobem: Samuele (1215), que va construir al seu càrrec l'església de la Mare de Déu d'Altamura, posteriorment declarada arcipresbiterato nullius (que està exempt de la jurisdicció del bisbe del territori); Giacomo II (1302), que va passar del ritu bizantí al romà per ordre de l'arquebisbe d'Acerenza; Vincenzo Giustiniani (1593), noble genovès, que va fundar el seminari, l'església de la Mare de Déu de Gràcia, i el convent de les caputxines; Domenico Cennini (1645), que va construir la residència episcopal; fra Domenico Valvassori (1686), fundador de l'acadèmia teològica.
El 27 de juny de 1818 amb la butlla De utiliori del Papa Pius VII la diòcesi de Gravina es va unir aeque principaliter a la diòcesi de Montepeloso i, al mateix temps, va passar a estar immediatament subjecta a la Santa Seu. Aquesta unió va durar fins a l'11 d'octubre de 1976, quan sota la butlla Apostolicis litteris del Papa Pau VI, la diòcesi d'Irsina (nom fictici de la ciutat de Montepeloso en 1898) es va separar de Gravina. Encara en 1976, el municipi de Spinazzola va ser retirat de la diòcesi de Venosa i s'incorporà en el de Gravina.
El 20 d'octubre de 1980 amb la butlla Qui Beatissimo Petro del Papa Joan Pau II Gravina va convertir en part de la província eclesiàstica de l'arxidiòcesi de Bari.

### Altamura-Acquaviva
Frederic II, després de refundar la ciutat d'Altamura al voltant de 1230, va erigir una gran església dedicada a l'Assumpció, amb el títol de Capella Palatina, a la que va concedir el privilegi de l'exempció de qualsevol jurisdicció que no fos imperial o papal. El papa Innocenci IV el 1248 (o el 1252 segons altres fonts) va confirmar l'exempció de la jurisdicció episcopal (estatus equivalent a l'actual de prelatura territorial), confirmat pel Papa Innocenci VIII (1484-1492), qui va concedir als prelats una dignitat gairebé episcopal.
Tampoc van faltar en els segles posteriors conflictes d'interès entre els prelats d'Altamura i els bisbes de Gravina.
El Papa Climent VIII (1592-1605) va abolir definitivament la litúrgia de ritu bizantí que durant segles s'havia celebrat a l'església de Sant Nicolau de Mira a Altamura.
Durant el segle xix, Acquaviva també va ser declarada prelatura territorial i unida aeque principaliter a Altamura amb butlla Si aliquando del Papa Pius IX, de 16 d'agost de 1848. Amb aquesta butlla Acquaviva va ser declarada exempta de la jurisdicció de l'arquebisbe de Bari, de qui fins llavors havia depès.
Les dues prelatures comprenien un total de cinc parròquies.
El 25 d'abril de 1975 el bisbe Salvatore Isgrò va ser nomenat prelat d'Altamura i Acquaviva a més de bisbe de Gravina (i Irsina), unint així in persona episcopi els tres seus.
El 20 d'octubre de 1980 amb la butlla Qui Beatissimo Petro del Papa Joan Pau II Acquaviva i Altamura perderen la seva independència secular i van ser sotmeses a l'arxidiòcesi de Bari.

### Altamura-Gravina-Acquaviva delle Fonti
El 30 de setembre de 1986 amb el decret Instantibus votis de la Congregació per als Bisbes, la diòcesi de Gravina i les dues prelatures d'Acquaviva delle Fonti i Altamura, ja unides in persona episcopi des de 1975, es van unir amb la fórmula plena unione i la nova circumscripció eclesiàstica va assumir el nom actual. Alhora, l'església prelatícia d'Altamura ser elevada a catedral i el territori de Santeramo in Colle, ja part de la l'arxidiòcesi de Bari-Bitonto, va ser annexada a la nova circumscripció eclesiàstica.

## Cronologia episcopal

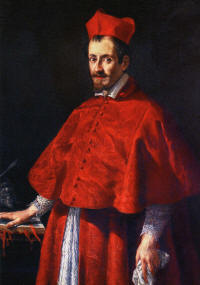
Giulio Cesare Sacchetti, bisbe de Gravina (1623 - 1626)

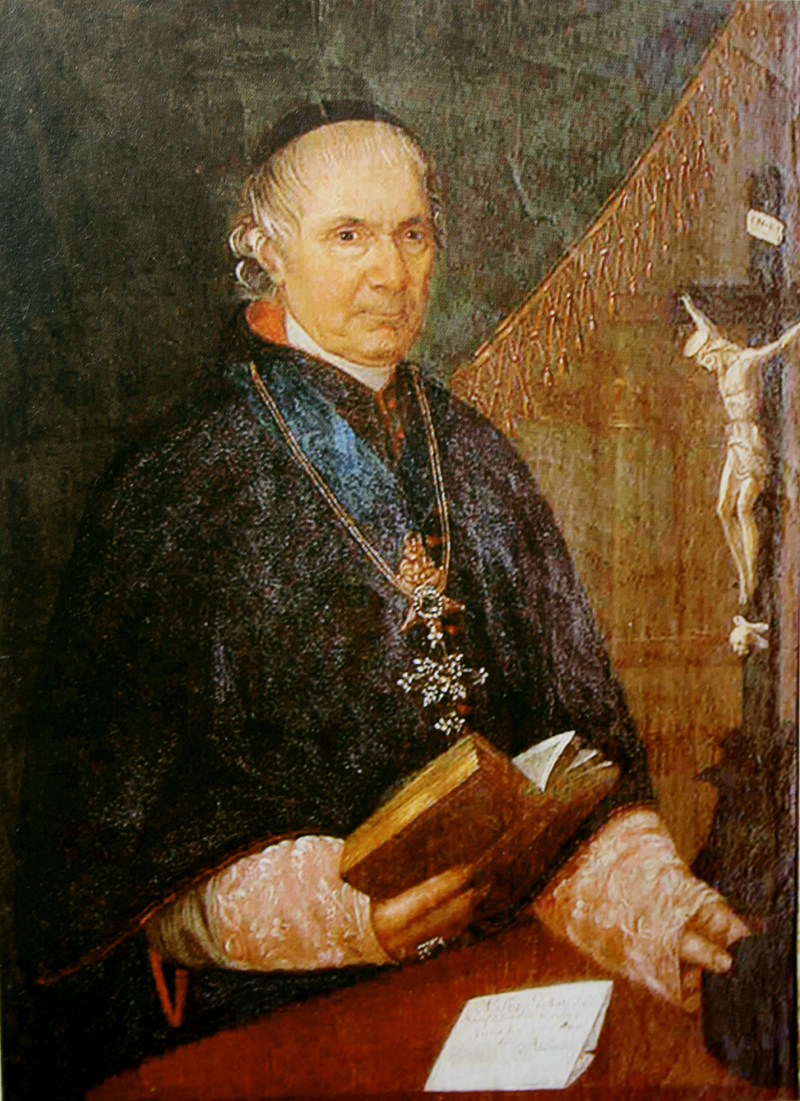
Gioacchino de Gemmis, prelat d'Altamura (1783 - 1818)

### Bisbes de Gravina
- Pietro † (citat el 867)
- Leone † (citat el 876)
- Guido † (inicis de 1099 - finals de 1123)
- Orso † (citat el 1152)
- Roberto † (citat el 1179)
- Tommaso † (inicis de 1189 - 1215 mort)
- Samuele † (1215 - 1244)
- Pantaleone † (1245 - 1256 mort)
- Giacomo di Taranto † (1257 - 14 d'octubre de 1266 deposat)
- Pietro, O.S.B. † (1280 - 1282 mort)
- Palmieri (Palmerio) † (1284 - 1286)
- Nicola da Potenza, O.P. † (1287 - 1291 mort)
- Giovanni † (1292 - 1294 mort)
- Giacomo II † (1294 - 1308)
- Francesco † (1308 - 1318)
- Nicola † (circa 1320 - 1335 mort)
- Riccardo Caracciolo, O.F.M. † (1336 - de maig de 1343 mort)
- Andra da Perugia, O.F.M. † (3 de setembre de 1343 - 1345 mort)
- Tancredi da Auletta, O.F.M. † (3 de març de 1346 - 1349 mort)
- Bernardo Cucchi † (28 de gener de 1349 - 1349 mort)
- Giovanni da Gallinaro, O.F.M. † (22 de maig de 1350 - 14 de març de 1373 nomenat bisbe de Rossano)
- Luciano, O.E.S.A. † (8 d'abril de 1373 - inicis de 14 de desembre de 1381 mort)
  - Nicola De Madio, O.P. † (7 de febrer de 1386 - ?) (antibisbe)[2]
- Filippo † (1387 - 16 d'abril de 1395 nomenat arquebisbe d'Otranto)
- Francesco Bonaccursi, O.F.M. † (1 de maig de 1395 - 13 d'octubre de 1400 nomenat bisbe d'Accia)
- Antonio De Rossi † (13 d'octubre de 1400 - 4 de gener de 1402 nomenat bisbe d'Isola)
- Ruggero Longobardi † (4 de gener de 1402 - 1411 mort)
- Enrico Dasmani, O.F.M. † (19 d'octubre de 1411 - ? renuncià)[3]
- Giovanni Roberto Santoro † (20 de maig de 1429 - 1444 mort)
  - Marino Orsini † (14 de febrer de 1447 - 1471 mort) (administrador apostòlic)
- Giacomo Vittorio Appiani † (1 de febrer de 1473 - 1482 mort)
- Pietro Matteo d'Aquino † (19 d'agost de 1482 - 18 de febrer de 1508 nomenat bisbe de Lecce)
- Antonio Brancaccio (o Brancati), O.P. † (18 de febrer de 1508 - 1518 mort)
- Luca Rinaldi † (1 de desembre de 1518 - 1552 mort)
- Giovanni Angelo Pellegrino † (14 de desembre de 1552 - 1568 mort)
- Francesco Bossi † (2 d'agost de 1568 - 5 de maig de 1574 nomenat arquebisbe de Perusa)
- Gastone Ettore Paganelli † (10 de maig de 1574 - 1575 mort)
- Giulio Ricci † (9 de maig de 1575 - 13 de novembre de 1581 nomenat bisbe de Teramo)
- Antonio Maria Manzoli † (26 de novembre de 1581 - 1593 renuncià)
- Vincenzo Giustiniani † (2 d'agost de 1593 - 3 d'octubre de 1614 mort)
- Agostino Cassandra, O.F.M. † (24 de novembre de 1614 - 17 de setembre de 1623 mort)
- Giulio Cesare Sacchetti † (4 de desembre de 1623 - 17 de març de 1626 nomenat bisbe de Fano)
- Arcangelo Baldini, O.P. † (20 de juliol de 1626 - 27 de novembre de 1629 mort)
- Arcasio Ricci † (13 de novembre de 1630 - 1636 mort)
- Filippo Consacchi † (15 de desembre de 1636 - 1644 mort)
- Domenico Cennini † (6 de març de 1645 - 21 d'agost de 1684 mort)
- Domenico Valvassori, O.S.A. † (18 de març de 1686 - 2 d'octubre de 1689 mort)
- Marcello Cavalieri, O.P. † (11 de gener de 1690 - 22 d'agost de 1705 mort)
- Luigi Capuano † (14 de desembre de 1705 - 13 de setembre de 1708 mort)
  - Sede vacante (1708-1718)
- Cesare Francesco Lucini, O.P. † (11 de maig de 1718 - 2 de març de 1725 mort)
- Vincenzo Ferrero, O.P. † (18 d'abril de 1725 - 8 de febrer de 1730 nomenat bisbe de Lucera)
- Camillo Olivieri † (5 de març de 1731 - 21 d'agost de 1758 mort)
- Nicola Cicirelli † (18 de desembre de 1758 - maig de 1790 mort)
- Michele de Angelis † (18 de juny de 1792 - 1806 mort)
  - Sede vacante (1806-1818)

### Bisbes de Gravina e Montepeloso-Irsina
- Ludovico Roselli † (2 d'octubre de 1818 - 15 d'octubre de 1818 mort)
- Cassiodoro Margarita † (21 de desembre de 1818 - 1 de setembre de 1850 mort)
- Saverio Giannuzzi-Savelli † (17 de febrer de 1851 - 14 d'agost de 1851 mort)
- Mario De Luca † (27 de desembre de 1852 - 24 de març de 1855 mort)
- Raffaele Morisciano † (28 de setembre de 1855 - 27 de setembre de 1858 nomenat bisbe de Squillace)
- Alfonso Maria Cappetta † (20 de juny de 1859 - 22 de juliol de 1871 mort)
- Vincenzo Salvatore † (6 de maig de 1872 - 7 de setembre de 1899 mort)
- Cristoforo Maiello † (14 de desembre de 1899 - 8 de març de 1906 mort)
- Nicolo Zimarino † (1 de desembre de 1906 - de juliol de 1920 mort)
- Giovanni Maria Sanna, O.F.M.Conv. † (12 de maig de 1922 - 1953 jubilat)
- Aldo Forzoni † (14 de maig de 1953 - 30 de novembre de 1961 nomenat bisbe de Diano-Teggiano)
- Giuseppe Vairo † (19 de gener de 1962 - 23 de desembre de 1971 renuncià)
  - Michele Giordano † (1972 - 1975) (administrador apostòlic)
- Salvatore Isgrò † (25 d'abril de 1975[4] - 11 d'octubre de 1976)

### Prelats d'Altamura
- Riccardo da Brindisi † (1232 - 1249)
- Niccolò Barbara † (1250 - 1262)
- Giovanni Correnti † (1262 - 1264)
- Palmiro De Viana † (1265 - 1266)
- Niccolò Catamarra † (1270 - 1274)
- Giovanni † (1275 - 1278)[5]
- Guglielmo De Corbolio † (1279 - 1280)
- Pietro De Lusarchiis † (1280 - 1284)
- Roberto De Lusarchiis † (1284)
- Giovanni † (1285)[5]
- Giovanni † (1285 - 1292)[6]
- Dionigi Juppart † (1293 - 1295)
- Guglielmo De Venza † (1295)
- Pietro De Angeriaco † (1296 - 1308)
- Umberto De Montauro † (1308 - 1313)
- Rostaino † (1313 - 1328)
- Humfredo † (1328 - 1329)
- Pietro De Moreriis † (1329 - 1335)
- Giovanni De Moreriis † (1336 - 1350)
- Dionigi De Merlino † (1350 - 1366)
- Guglielmo Gallo † (1367 - ?)
- Pietro D'Anfilia † (1394 - 1399)
- Antonio Berleth † (1400 - 1420)
- Antonio Della Rocca † (1420 - 1442)
- Pietro Di Gargano † (1442 - 1464)
- Antonio D'Ajello † (1464 - 1472)
- Antonio del Giudice † (1472 - 1477)
- Pietro Miguel † (1477)
- Francesco Rossi † (1477 - 1527)
- Fabio Pignatelli † (1528)
- Niccolò Sapio † (1529 - 1548)
- Vincenzo Salazar † (1550 - 1557)
- Vincenzo Palagano † (1557 - 1579)
- Maurizio Moles † (1579 - 1580)
- Giulio Moles † (1580 - 1586)
- Girolamo De Mari † (1586 - 1624)
- Rodrigo D'Anaja e Guevara † (1627 - 1635)
- Alessandro Effrem † (1640 - 1644)
- Giovanni Montero Olivares † (1649 - 1656)
- Giuseppe Cavalliere † (1656 - 9 de juny de 1664 nomenat bisbe de Monopoli)
- Pietro Magri † (1664 - 1688)
- Nicola Abrusci † (1689 - 1698)
- Baldassarre De Lerma † (1699 - 1717)
- Michele Orsi † (1718 - 2 de març de 1722 nomenat arquebisbe d'Otranto)
- Damiano Poloù † (1724 - 25 de juny de 1727 nomenat arquebisbe de Reggio Calàbria)
- Antonio De Rinaldis † (1727 - 1746)
- Marcello Papiniano Cusano † (1747 - 12 de març de 1753 nomenat arquebisbe d'Otranto)
- Giuseppe Mastrilli † (1753 - 1761)
- Bruno Angrisani † (1761 - 1775)
- Celestino Guidotti † (1775 - 1783)
- Gioacchino de Gemmis † (1783 - 26 de juny de 1818 nomenat bisbe de Melfi e Rapolla)
- Federico Guarini, O.S.B. † (1818 - 23 de juny de 1828 nomenat bisbe de Venosa)
- Cassiodoro Margarita † (1828 - 1848 renuncià)

### Prelats d'Altamura i Acquaviva delle Fonti
- Giandomenico Falconi † (1848 - 1862)
- Luigi Marcello Pellegrini † (9 de setembre de 1879 - 16 d'octubre de 1894 mort)
- Tommaso Cirielli † (12 de març de 1899 - 1902)
- Carlo Caputo † (1902 - 14 de gener de 1904 nomenat nunci apostòlic a Alemanya)
- Giuseppe Cecchini, O.P. † (27 de gener de 1904 - 4 de desembre de 1909 nomenat arquebisbe de Tàrent)
- Adolfo Verrienti † (23 de juny de 1910 - 1930 renuncià)
- Domenico Dell'Aquila † (27 de juny de 1932 - 12 de juliol de 1942 mort)
- Giuseppe Della Cioppa † (17 de juliol de 1943 - 2 de desembre de 1947 nomenat bisbe d'Alife)
- Salvatore Rotolo, S.D.B. † (1 d'abril de 1948 - 1962 jubilat)
- Antonio D'Erchia † (17 de desembre de 1962 - 29 de juny de 1969 nomenat bisbe de Monopoli)
  - Enrico Nicodemo † (23 de juliol de 1969 - 1975) (administrador apostòlic)

### Bisbes de Gravina i prelats d'Altamura i Acquaviva delle Fonti
- Salvatore Isgrò † (25 d'abril de 1975 - 18 de març de 1982 nomenat arquebisbe de Sàsser)
- Tarcisio Pisani, O.M. † (28 de juny de 1982 - 30 de setembre de 1986 nomenat bisbe d'Altamura-Gravina-Acquaviva delle Fonti)

### Bisbes d'Altamura-Gravina-Acquaviva delle Fonti
- Tarcisio Pisani, O.M. † (30 de setembre de 1986 - 14 de març de 1994 mort)
- Agostino Superbo (19 de novembre de 1994 - 6 d'agost de 1997 renuncià)
- Mario Paciello (6 d'agost de 1997 - 15 d'octubre de 2013 jubilat)
- Giovanni Ricchiuti, des del 15 d'octubre de 2013

## Estadístiques
A finals del 2012, la diòcesi tenia 168.500 batejats sobre una població de 170.500 persones, equivalent al 99,3% del total.
| any  | població | població | població | sacerdots | sacerdots       | sacerdots       | sacerdots             | diaques | religiosos | religiosos | parroquies |
| ---- | -------- | -------- | -------- | --------- | --------------- | --------------- | --------------------- | ------- | ---------- | ---------- | ---------- |
| any  | batejats | total    | %        | total     | clergat secular | clergat regular | batejats por sacerdot | diaques | homes      | dones      |            |
| 1950 | 37.750   | 37.965   | 99,4     | 47        | 42              | 5               | 803                   |         | 5          | 50         | 9          |
| 1969 | 60.682   | 61.670   | 98,4     | 56        | 45              | 11              | 1.083                 |         | 14         | 150        | 18         |
| 1980 | 65.326   | 67.860   | 96,3     | 60        | 49              | 11              | 1.088                 |         | 14         | 153        | 20         |
| 1990 | 150.070  | 150.674  | 99,6     | 96        | 71              | 25              | 1.563                 | 1       | 36         | 267        | 39         |
| 1999 | 158.200  | 159.826  | 99,0     | 95        | 74              | 21              | 1.665                 | 5       | 23         | 180        | 39         |
| 2000 | 158.650  | 160.173  | 99,0     | 102       | 76              | 26              | 1.555                 | 5       | 28         | 233        | 39         |
| 2001 | 162.000  | 163.408  | 99,1     | 95        | 72              | 23              | 1.705                 | 9       | 31         | 215        | 39         |
| 2002 | 162.000  | 162.986  | 99,4     | 96        | 74              | 22              | 1.687                 | 9       | 34         | 197        | 39         |
| 2003 | 163.938  | 165.138  | 99,3     | 106       | 81              | 25              | 1.546                 | 9       | 32         | 196        | 39         |
| 2004 | 161.864  | 165.090  | 98,0     | 105       | 80              | 25              | 1.541                 | 10      | 32         | 190        | 39         |
| 2006 | 163.735  | 168.658  | 97,1     | 95        | 76              | 19              | 1.723                 | 8       | 25         | 193        | 40         |
| 2012 | 168.500  | 170.500  | 98,8     | 91        | 69              | 22              | 1.851                 | 11      | 24         | 160        | 40         |

### Per Gravina
- Giuseppe Gabrieli, Bibliografia di Puglia, parte II, pp. 293–295 (italià)
- Storia e cronotassi della diocesi di Gravina Arxivat 2015-04-02 a Wayback Machine. (italià)
- Pius Bonifacius Gams, Series episcoporum Ecclesiae Catholicae, Leipzig 1931, p. 884 (llatí)
- Konrad Eubel, Hierarchia Catholica Medii Aevi, vol. 1 Arxivat 2019-07-09 a Wayback Machine., p. 268; vol. 2 Arxivat 2018-10-04 a Wayback Machine., p. 161; vol. 3 Arxivat 2019-03-21 a Wayback Machine., p. 205; vol. 4 Arxivat 2018-10-04 a Wayback Machine., p. 197; vol. 5, p. 213; vol. 6, p. 229(llatí)
- Butlla De utiliori, a Bullarii romani continuatio, Tomo XV, Romae 1853, pp. 56–61(llatí)
- Butlla Apostolicis litteris, AAS 68 (1976), p. 641(llatí)

### Per Altamura i Acquaviva
- Aquest article incorpora fragments d'una publicació que està en domini públic:  «article name needed». A: Charles Herbermann. Catholic Encyclopedia.  Nova York: Robert Appleton, 1913.
- Giuseppe Gabrieli, Bibliografia di Puglia, parte II, p. 332 (italià)
- Vincenzio d'Avino, Cenni storici sulle chiese arcivescovili, vescovili e prelatizie (nullius) del Regno delle Due Sicilie, Napoli 1848, pp. 748–749 (italià)
- Cronologia dels prelats[Enllaç no actiu] (italià)